# Črmljenšak
Črmljenšak je naselje v Občini Lenart.
Nahaja  se v jugozahodnem delu Slovenskih goric, ki leži na slemenu severno nad dolino Črmljanskega potoka, deloma pa tudi v dolini ob potoku. Na nekdaj vinorodnem območju so zdaj le še sadovnjaki in njive. Krajani so večinoma zaposleni v Mariboru in na Ptuju.